# Marco Holz
Marco Holz (* 31. Januar 1990 in Deggendorf) ist ein deutscher Fußballspieler.

## Karriere
Marco Holz stammt aus dem niederbayrischen Offenberg und begann beim Sportverein des Ortsteils Neuhausen mit dem Fußballspielen. Sein Talent entwickelte er weiter bei der SpVgg Ruhmannsfelden und der SpVgg Grün-Weiß Deggendorf, bevor ihn der TSV 1860 München in seine Jugend holte. Dort blieb er allerdings nur bis zum Alter von 16 Jahren und ging dann zu Wacker Burghausen.
Dort spielte er drei Jahre in der Jugend. In seinem ersten A-Jugend-Jahr hatte er noch Schwierigkeiten, sich in der Juniorenbundesliga durchzusetzen, nach dem Abstieg entwickelte er sich jedoch zum Führungsspieler. Gegen Saisonende kam der rechte Verteidiger nach personellen Engpässen sogar zu zwei Einsätzen über 90 Minuten im Profiteam in der 3. Liga.
Im Jahr darauf benötigte er noch einige Anlaufzeit, kam dann aber in der Rückrunde fast durchgängig in der ersten Mannschaft zum Einsatz. Die Saison 2010/11 verlief jedoch turbulent, insbesondere die Abwehrleistung brachte den Verein auf einen Abstiegsplatz. Deshalb wurde in der Verteidigung viel gewechselt und Holz kam nur auf 21 Einsätze, wobei er in der Mehrzahl der Partien ein- oder ausgewechselt wurde.
Nachdem Wacker nach der Saison 2013/14 aus der 3. Liga absteigen musste, wechselte Holz zu Energie Cottbus, welche nach dieser Saison aus der 2. Bundesliga in die 3. Liga abgestiegen waren. Bei den Brandenburgern unterschrieb er einen Zweijahresvertrag und erzielte am 35. Spieltag der Saison 2014/15 beim 3:3 im Auswärtsspiel gegen die SpVgg Unterhaching sein erstes Tor für Cottbus. In der Saison 2015/16 konnte er am 13. Spieltag das Siegtor zum 1:0-Auswärtssieg von Energie beim bis dahin ungeschlagenen Spitzenreiter Dynamo Dresden erzielen. Nach dem Abstieg aus der dritten Liga verließ Holz den FC Energie und schloss sich dem Regionalligisten 1. FC Saarbrücken an.
Nach drei Jahren verließ Holz den 1. FC Saarbrücken und unterschrieb zur Saison 2019/20 einen Vertrag beim Regionalliga-Aufsteiger Türkgücü München. Bei den Münchnern kam er bis zur Saisonunterbrechung zu 22 Regionalligaeinsätzen und stieg mit dem Verein in die 3. Liga auf. In der 3. Liga kam Holz jedoch nur noch sporadisch für Türkgücü zum Einsatz und so wurde sein Vertrag im Januar 2021 nach sechs Drittligaeinsätzen aufgelöst. Wenige Tage nach der Vertragsauflösung wechselte er zum österreichischen Zweitligisten FC Wacker Innsbruck, bei dem er einen bis Juni 2022 laufenden Vertrag erhielt. In Innsbruck absolvierte er in eineinhalb Jahren 43 Partien in der 2. Liga und erzielte dabei sechs Tore.
Nach der Saison 2021/22 war Wacker insolvent und musste aus dem Profibereich absteigen, woraufhin Holz die Österreicher mit seinem Vertragsende verließ und zur Saison 2022/23 zum mittlerweile wieder nur noch viertklassigen Türkgücü München zurückkehrte.